# Alistair Campbell (Cricketspieler)
Alistair Douglas Ross Campbell (* 23. September 1972 in Salisbury, Rhodesien) ist ein ehemaliger simbabwischer Cricketspieler, der zwischen 1992 und 2003 für die simbabwische Nationalmannschaft spielte.

## Aktive Karriere

### Aufstieg zum Kapitän in der Nationalmannschaft
Campbell gab sein First-Class-Debüt in der Saison 1990/91. Sein Debüt in der Nationalmannschaft gab er beim Cricket World Cup 1992 gegen die West Indies. Jedoch hatte er bei dem Turnier Probleme sich an das internationale Niveau der Bowler anzupassen. Sein Test-Debüt erfolgte im Oktober 1992 gegen Indien. Im November kam Neuseeland nach Simbabwe, wobei ihm im zweiten Test ein Fifty über 52 Runs gelang. Zum Ende der Saison folgte eine Tour in Indien, wo ihm ein weiteres Test-Fifty (61 Runs) gelang. Im Dezember 1993 folgte eine Tour in Pakistan. Nach einem Fifty (53 Runs) im ersten Test folgten zwei weitere (63 und 75 Runs) im zweiten Spiel der Serie. Auch konnte er ein weiteres Fifty (74 Runs) in den ODIs beisteuern. In der Saison 1994/95 begann er mit einem Fifty über 99 Runs im dritten Test gegen Sri Lanka. In der zugehörigen ODI-Serie gelang ihm dann im zweiten Spiel sein erstes Century über 131* Runs aus 115 Bällen, wofür er beim knappen Sieg als Spieler des Spiels ausgezeichnet wurde. Im Februar 1995 folgte ein weiteres Fifty in der Test-Serie gegen Pakistan.
In der Saison 1995/96 erzielte er zu Beginn gegen Südafrika (68* Runs) ein Fifty. Es folge der Cricket World Cup 1996 konnte er gegen den späteren Weltmeister Sri Lanka ein Fifty über 75 Runs erreichen. Jedoch gewann Simbabwe bei dem Turnier lediglich gegen Kenia und schied so in der Vorrunde aus. Daraufhin wurde er als Kapitän des simbabwischen Teams ernannt. Im Oktober 1996 folgte abermals gegen Sri Lanka bei einem dortigen Vier-Nationen-Turnier ein weiteres Fifty (54 Runs). Es folgte eine Test-Serie in Pakistan (52 Runs) und eine weitere gegen England (84 Runs), wo ihm je ein Test-Fifty gelang. Gegen England erreichte er dann auch ein weiteres ODI-Fifty über 80* Runs, womit er den 3–0 Seriesieg sicherstellte. Im Januar folgte ein Drei-Nationen-Turnier in Südafrika, wo er in der Vorrunde gegen Indien zwei Fifties (61 und 86 Runs) erzielte.

### Internationale Erfolge und Rückzug als Kapitän
Im September 1997 kam Neuseeland nach Simbabwe und Campbell erzielte in den Tests (59* Runs) und ODIs (77* Runs) je ein Half-Century. Bei einem sich anschließenden Drei-Nationen-Turnier in Kenia gelang ihm ein weiteres Fifty (51 Runs) gegen den Gastgeber. Im Februar erfolgte der Gegenbesuch in Neuseeland, wobei er im ersten Test ein weiteres Fifty beisteuerte. Zum Ende der Saison folgte ein Drei-Nationen-Turnier in Indien, wo ihm gegen Australien ein Century über 102 Runs aus 145 Bällen und gegen den Gastgeber ein Fifty über 60 Runs gelang. Während er in den Tests Probleme am Schlag hatte, konnte er im ODI-Cricket weiter überzeugen. Im September 1998 erzielte er in der ODI-Serie gegen Indien zwei Fifties (53 und 74 Runs). Beim folgenden ICC KnockOut 1998 erreichte er in der Qualifikation gegen Neuseeland ein Century über 100 Runs aus 143 Bällen. Im weiteren Saisonverlauf erzielte er zunächst ein Fifty in einem Drei-Nationen-Turnier in den Vereinigten Arabischen Emiraten gegen Indien (83* Runs), womit er den Finaleinzug sicherte, und bei einem Drei-Nationen-Turnier in Bangladesch, wo er gegen den Gastgeber Bangladesch zwei weitere (55 und 97 Runs) erreichte. Für letzteres wurde er als Spieler des Spiels ausgezeichnet
Beim Cricket World Cup 1999 führte er das Team in die Super-Six-Runde, nachdem man den Gastgeber England auf Grund besserer Net-Run-Rate ausscheiden ließ. Seine beste Leistung bei dem Turnier erfolgte dann in der Super-Six-Runde mit 40 Runs gegen Neuseeland. Im September erreichte er bei einem Drei-Nationen-Turnier in Singapur ein Fifty über 80 Runs gegen die West Indies. Nachdem er im November aus persönlichen Gründen seinen Rückzug vom Kapitänsamt verkündete erreichte er im Dezember gegen Sri Lanka ein weiteres Fifty (56 Runs) in der ODI-Serie. In der Saison 2000 folgte ein Drei-Nationen-Turnier in England, wobei er gegen die West Indies ein (77* Runs) und gegen den Gastgeber zwei Fifties (80 und 60 Runs) erzielte. Im September folgte eine Tour gegen Neuseeland, wo ihm erst im Test ein Fifty (88 Runs) gelang und dann in der ODI-Serie zwei weitere (96 und 99* Runs).

### Bis zum Karriereende
Die Saison 2000/01 begann mit dem ICC KnockOut 2000, wo er 47 Runs bei der Viertelfinal-Niederlage gegen Neuseeland beisteuerte. Daraufhin erreichte er bei einem Drei-nationen-Turnier in den Vereinigten Arabischen Emiraten ein Century über 105* Runs aus 133 Bällen gegen Indien, wofür er als Spieler des Spiels ausgezeichnet wurde. Es folgte eine Tour in Indien, bei dem er in der Test-Serie erst ein Fifty über 70 Runs und dann ein Century über 102 Runs aus 186 Bällen erzielte. In der ODI-Serie konnte er dann ein weiteres Fifty (68 Runs) hinzufügen. Ein weiteres Century folgte kurz darauf in Neuseeland, als er 111 Runs aus 133 Bällen erzielte. Gefolgt wurde dieses von einem Drei-Nationen-Turnier in Australien, bei dem er ein Fifty über 81 Runs gegen die West Indies und ein Century über 124 Runs aus 142 Bällen gegen den Gastgeber erzielte, wofür er als Spieler des Spiels ausgezeichnet wurde. Zum Abschluss der Saison konnte er dann gegen Bangladesch ein weiteres Century in der ODI-Serie erzielen, als ihm 103 Runs aus 145 Bällen erreichte und dafür als Spieler des Spiels ausgezeichnet wurde. In den zugehörigen Tests gelang ihm ein weiteres Fifty (73 Runs).
In der Saison 2001 konnte er bei einem heimischen Drei-Nationen-Turnier ein Fifty gegen die West Indies beisteuern. In der darauf folgenden Test-Serie gegen die West Indies erreichte er im ersten Spiel ein Century über 103 Runs aus 229 Bällen, bevor im zweiten ein weiteres Fifty (65 Runs) folgte. Die Saison 2001/02 begann mit einer Tour gegen Südafrika, wo er je ein Fifty in den Tests (77 Runs) und ODIs (81 Runs) erreichte. Im Februar reiste das Team nach Indien, wo er nach einem Fifty (57 Runs) in den Tests drei weitere in den ersten drei ODIs (84, 62 und 71 Runs) erzielte. Seine letzte Test-Serie absolvierte er im November 2002 gegen Pakistan, wobei ihm im zweiten Spiel ein Fifty über 62 Runs gelang. Im Monat darauf gelangen ihm ein weiteres (71 Runs) in der ODI-Serie gegen Kenia. Er wurde dann nicht für den Kader beim Cricket World Cup 2003 berücksichtigt, woraufhin er seinen Rücktritt vom internationalen Cricket erklärte. Er wurde nach Verletzungen im Team noch einmal zurück berufen, doch spielte er dann nur ein Spiel bei der Weltmeisterschaft.

## Nach der aktiven Karriere
Nach seinem Rückzug arbeite er zusammen mit seinem Vater an der Lilfordia Junior School in Harare. Auch übernahm er später Aufgaben in der Administration des simbabwischen Crickets. Sein Sohn Johnathan Campbell spielt ebenfalls Cricket für Simbabwe.